# 伊夫尼
伊夫尼（Ifni）是西班牙歷史上的一個省份，地處今摩洛哥大西洋沿岸，位于阿加迪尔以南，与加那利群岛隔海相望。伊夫尼总面积为1,502 平方公里，1964年人口为51,517。主要产业是渔业。
伊夫尼是西班牙的一个省，位于摩洛哥大西洋沿岸， 阿加迪尔以南， 加纳利群岛对面。

## 历史
西班牙在该地区的統治歷史可以追溯到成立于1476年的一个名为圣克鲁斯－德拉马尔佩克尼亚的定居点。在受到柏柏尔人的攻击后，西班牙人决定集中精力在北非其他地区进行殖民，并放弃了该地区。 
19世纪中叶，当欧洲列强再次將眼光瞄準非洲时，西班牙又對曾經失去的西北非領土感兴趣，並对摩洛哥南部地区提出領土要求。1859年，西班牙与摩洛哥发生了短暂的战争。1860年4月26日，摩洛哥将伊夫尼地區以及該地區主要城市西迪伊夫尼割让给西班牙。   
直到1952年，伊夫尼地区一直具有保护国地位。1952年，该地区成为西属西非的一部分。 
在伊夫尼战争爆發後，伊夫尼大部分领土被摩洛哥占领。1958年，西班牙宣佈伊夫尼成为西班牙的一个省，以避免联合国对其继续殖民該地區的批评。 
1969年6月30日，西班牙将伊夫尼归还給摩洛哥。